# 泗水县
泗水县在中国山东省中部偏南，泰沂山区南麓，泗河上游，是济宁市所辖的一个县。縣人民政府駐泗河街道泉興路。

## 历史文化
泗水是泗河文化的发祥地，历史悠久。商为卞明国，周秦为鲁卞邑。汉置卞县，隋改泗水县。
据史籍记载，上古传说中的伏羲、神农、少昊、唐尧、虞舜、大禹等莫不与此地相关。《左传》曰：“鲁有大庭氏之库，泗有居龙之宫”，《通鉴外记》云：“太昊命大庭为居龙氏”。孔子曾发出“逝者如斯夫，不舍昼夜”的慨叹；唐代大诗人李白有“秋波落泗水，海色明徂徕”、宋代理学家朱熹有“胜日寻芳泗水滨，无边光景一时新。等闲识得东风面，万紫千红总是春”的佳句.
孔子出生在尼山（今曲阜南28里），当时属泗水，所以泗水叫圣源。

## 行政区划
泗水县下辖2个街道办事处、11个镇：
泗河街道、济河街道、泉林镇、星村镇、柘沟镇、金庄镇、苗馆镇、中册镇、杨柳镇、泗张镇、圣水峪镇、高峪镇和华村镇。

## 人口
根據第七次全国人口普查數據，截至2020年11月1日零時，泗水縣常住人口為542895人。

## 交通
- 327国道过境。

## 合作交流城市
- 法國 拉雷奥勒